# Campionati del mondo di duathlon long distance del 2003
I Campionati del mondo di duathlon long distance del 2003 (VII edizione) si sono tenuti a Zofingen in Svizzera, in data  2003.
Tra gli uomini ha vinto lo svizzero Stefan Riesen, mentre la gara femminile è andata alla neozelandese Fiona Docherty.

## Risultati

### Élite uomini
| Pos. | Atleta            | Paese       | Corsa | Bici    | Corsa   | Totale  |
| ---- | ----------------- | ----------- | ----- | ------- | ------- | ------- |
|      | Stefan Riesen     | Svizzera    | 31.54 | 3:57.40 | 1:57.46 | 6:28.45 |
|      | Benny Vansteelant | Belgio      | 31.52 | 4:02.26 | 1:55.04 | 6:30.54 |
|      | Huub Maas         | Paesi Bassi | 31.55 | 4:01.45 | 1:57.08 | 6:32.24 |
| 4    | Vincent Aldebert  | Francia     | 31.55 | 4:01.38 | 2:00.47 | 6:36.09 |
| 5    | Clas Bjorling     | Svezia      | 31.55 | 4:10.55 | 1:50.50 | 6:37.48 |
| 6    | Nico Huyberechts  | Belgio      | 34.25 | 4:08.06 | 2:02.11 | 6:46.50 |
| 7    | Dominique Duchene | Francia     | 32.53 | 4:14.16 | 1:59.32 | 6:48.52 |
| 8    | Marc Pschebizin   | Germania    | 33.02 | 4:14.25 | 2:00.42 | 6:49.52 |
| 9    | Franck Ronco      | Francia     | 32.29 | 4:10.27 | 2:05.31 | 6:50.16 |
| 10   | Richard Graemiger | Svizzera    | 33.28 | 4:11.21 | 2:04.50 | 6:51.27 |

### Élite donne
| Pos. | Atleta             | Paese         | Corsa | Bici    | Corsa   | Totale  |
| ---- | ------------------ | ------------- | ----- | ------- | ------- | ------- |
|      | Fiona Docherty     | Nuova Zelanda | 38.33 | 4:49.54 | 2:06.53 | 7:37.47 |
|      | Erika Csomor       | Ungheria      | 38.56 | 4:42.27 | 2:14.24 | 7:38.29 |
|      | Bella Comerford    | Regno Unito   | 38.32 | 4:49.09 | 2:09.32 | 7:39.40 |
| 4    | Maja Jacober       | Svizzera      | 39.45 | 4:47.08 | 2:24.29 | 7:54.21 |
| 5    | Natalie Kuhn       | Svizzera      | 38.07 | 4:52.34 | 2:26.58 | 8:00.14 |
| 6    | Katrin Aeschlimann | Svizzera      | 41.42 | 4:52.29 | 2:32.16 | 8:09.35 |
| 7    | Sonja Heubach      | Germania      | 39.08 | 5:05.19 | 2:23.28 | 8:11.02 |
| 8    | Barbara Thuner     | Svizzera      | 40.42 | 5:08.08 | 2:26.18 | 8:17.57 |
| 9    | Dorte Morell       | Danimarca     | 43.06 | 4:56.35 | 2:50.13 | 8:32.19 |
| 10   | Sandra Sommer      | Svizzera      | 41.06 | 5:24.05 | 2:36.23 | 8:45.31 |